# Norîțea, Korop
Norîțea (în ucraineană Нориця) este un sat în comuna Nehaiivka din raionul Korop, regiunea Cernihiv, Ucraina.

## Demografie
Componența lingvistică a localității Norîțea
     Ucraineană (97,56%)
     Rusă (2,44%)
Conform recensământului din 2001, majoritatea populației localității Norîțea era vorbitoare de ucraineană (97,56%), existând în minoritate și vorbitori de rusă (2,44%).